# Serie A1 2020 (baseball)
La Serie A1 2020 è stata la 73ª edizione del massimo campionato italiano di baseball.
Il torneo sarebbe dovuto iniziare con il 19 aprile 2020 e terminare nel mese di agosto, ma la pandemia di COVID-19 ha rinviato l'avvio della stagione all'8 luglio e le finali nel mese di settembre.
Prima dell'avvio del campionato si è registrata anche una diminuzione a 6 squadre rispetto alle 10 originariamente previste, viste le rinunce di Rangers Redipuglia, Grizzlies Torino, Nettuno Baseball City e Nettuno 2.
Allo stesso tempo, sono stati introdotti altri cambiamenti: ogni settimana ogni squadra disputa una partita il mercoledì e, a sedi invertite, due il sabato o eventualmente una il venerdì e una il sabato. La durata regolamentare di ogni singola partita è stata inoltre accorciata da nove a sette inning.

## Formula
La regular season è composta da un girone unico a sei squadre con partite di andata e ritorno. Le prime due classificate al termine della regular season si qualificano per le finali, disputate al meglio delle sette partite.

## Squadre
- Collecchio Baseball Club
- Godo Baseball
- Hotsand Macerata
- ParmaClima
- T&A San Marino
- UnipolSai Bologna

## Manager
| Club                     | Manager           |
| ------------------------ | ----------------- |
| Collecchio Baseball Club | Marcello Saccardi |
| Godo Baseball            | Marco Bortolotti  |
| Hotsand Macerata         | Francesco Aluffi  |
| ParmaClima               | Gianguido Poma    |
| T&A San Marino           | Mario Chiarini    |
| UnipolSai Bologna        | Daniele Frignani  |

## Risultati

### Regular season
| Prima giornata  |                       |                    |
| 8-10-11 luglio  |                       | 12-14-15 agosto    |
| 12-4, 4-2, 7-0  | Bologna - Godo        | 7-1, 14-3, 9-2     |
| 8-2, 8-2, 16-0  | San Marino - Macerata | N.G., N.G., N.G. * |
| 11-4, 7-5, 16-1 | Parma - Collecchio    | 10-0, 2-3, 6-1     |

| Quarta giornata        |                      |                 |
| 29-31 luglio-1º agosto |                      | 2-4-5 settembre |
| 8-4, 5-6, 2-10         | Macerata - Parma     | 0-7, 2-7, 1-0   |
| 6-1, 12-1, 9-0         | San Marino - Godo    | 12-1, 7-0, 5-2  |
| 12-1, 5-3, 8-1         | Bologna - Collecchio | 11-6, 9-2, 8-4  |

| Seconda giornata |                    |                  |
| 15-18 agosto     |                    | 19-22 agosto     |
| 3-0, 4-1, 2-3    | San Marino - Parma | 1-0, 2-0, 6-8    |
| 2-1, 0-6, 2-1    | Collecchio - Godo  | 2-0, 2-10, 3-5   |
| 7-1, 13-3, 14-4  | Bologna - Macerata | N.G. *, 6-2, 6-0 |

| Quinta giornata    |                       |                   |
| 5-7-8 agosto       |                       | 9-11-12 settembre |
| 4-6, 5-6, 7-2      | Bologna - San Marino  | 4-1, 3-4, 1-3     |
| N.G., N.G., N.G. * | Parma - Godo          | 5-0, 10-0, 7-6    |
| N.G., N.G., N.G. * | Collecchio - Macerata | 4-10, 6-0, 2-1    |

| Terza giornata  |                         |                    |
| 22-24-25 luglio |                         | 26-28-29-30 agosto |
| 5-0, 10-1, 13-3 | Bologna - Parma         | 1-5, 7-8, 3-2      |
| 0-9, 4-21, 0-1  | Collecchio - San Marino | 1-6, 0-13, 2-15    |
| 4-3, 3-5, 8-5   | Godo - Macerata         | 3-6, 7-3, 0-6      |

#### Classifica regular season
|    | Classifica Regular Season 2020 | PG | PV | PP | PCT  | PD   |
| -- | ------------------------------ | -- | -- | -- | ---- | ---- |
| 1. | T&A San Marino                 | 27 | 23 | 4  | .852 | 0.0  |
| 2. | UnipolSai Bologna              | 29 | 23 | 6  | .793 | 1.0  |
| 3. | ParmaClima                     | 27 | 16 | 11 | .593 | 7.0  |
| 4. | Hotsand Macerata               | 23 | 6  | 17 | .261 | 15.0 |
| 5. | Godo Baseball                  | 27 | 6  | 21 | .222 | 17.0 |
| 6. | Collecchio Baseball Club       | 27 | 6  | 21 | .222 | 17.0 |

* Alcune gare sono state rinviate ma mai recuperate, poiché ininfluenti ai fini della qualificazione alla fase successiva. Nello specifico:

- le serie tra Parma e Godo e tra Collecchio e Macerata, valide entrambe per l'ultima giornata di andata, sono state rinviate (e mai disputate) a causa di un caso di positività al COVID-19 tra i maceratesi, i quali nel turno precedente avevano incontrato Parma;

- anche la successiva serie tra San Marino e Macerata, valida per la prima giornata di ritorno, è stata rinviata (e mai disputata) a causa dello stesso caso di positività al COVID-19 tra i maceratesi;

- la prima partita della seconda giornata di ritorno tra Macerata e Bologna è stata rinviata (e mai disputata) su richiesta del club maceratese.

- T&A San Marino e UnipolSai Bologna accedono alle finali

### Italian Baseball Series
San Marino si aggiudica gara 1 con il perentorio risultato di 10-0, indirizzando la partita già al primo inning grazie ai primi 4 punti di vantaggio.
La formazione titana si porta in vantaggio anche in gara 2 grazie a un secondo inning da 4 punti, ma poi subisce la rimonta bolognese per il 7-4.
Gara 3 viene rimandata per pioggia al giorno successivo per ben due volte, ma è San Marino a vincere, nonostante l'infortunio al gomito del lanciatore vincente di gara 1 Solbach occorso prima dell'inizio del secondo inning.
Bologna pareggia nuovamente i conti nella serie in gara 4 (ritardata in questo caso di un'ora sempre per pioggia) grazie anche ai tre punti battuti a casa da Randolph Oduber, oltre che dai 10 strikeout in 6 riprese del lanciatore Murilo Gouvea. San Marino inoltre perde per infortunio un altro lanciatore partente, Ricardo Hernández, fermatosi al quarto inning.
Si inizia con un'ora di ritardo per pioggia anche in gara 5, sfida che San Marino inizia ottimamente portandosi in vantaggio per 8-0 nella parte alta del terzo inning. Bologna però segna due punti nella parte bassa del terzo inning e addirittura pareggia i conti nel corso del quarto inning. Con due out e i corridori bolognesi agli angoli, gli arbitri decidono di sospendere la partita per avverse condizioni meteorologiche, tra le forti proteste dei sammarinesi per non aver fermato prima l'incontro. Si riparte la sera seguente dalla stessa situazione di gioco, con la restante parte del quarto inning che porta all'UnipolSai un ulteriore punto che completa il ribaltone sul 9-8. La squadra titana non segna più, anzi sono i biancoblu emiliani a chiudere la partita sull'11-8.
In gara 6 arriva il nuovo pareggio nella serie: San Marino vince per 6-1 tra le mura amiche, grazie anche al no-hitter combinato di Fernando Báez e Dimitri Kourtis che dunque non concedono alcuna valida ai battitori avversari.
La decisiva gara 7 si apre con San Marino che segna un punto al primo inning, ma nella seconda ripresa sono i felsinei a portarsi sul 3-1, dopo aver perso per infortunio il loro lanciatore partente Murilo Gouvea. Al quinto inning San Marino accorcia sul 3-2, ma un fuoricampo di Eugene Helder porta Bologna sul 5-2. Nel sesto attacco, i titani rossoblu si portano sul 5-4 a una lunghezza di distanza, ma nella stessa ripresa segnano anche i biancoblu che vanno sul 6-4. Nel settimo e ultimo inning è un fuoricampo di Federico Celli a tenere vive le speranze sammarinesi, ma i successivi due out consegnano il titolo nazionale all'UnipolSai Bologna, il terzo consecutivo per il club felsineo.

#### Risultati

##### Gara 1
| Bologna 17 settembre 2020, ore 20:00 Gara 1 | UnipolSai Bologna | 0 – 10 referto                                                                   | T&A San Marino | Stadio Gianni Falchi |
| \| \| \| \| \| Russo \| Doppi \| Avagnina, Cáseres \| \| \| Fuoricampo \| G. Garbella al 1º da 3 punti, Angulo al 5º da 2 punti, Pulzetti al 6º da 2 punti \| |                   |                                                                                  |                |                      |
| |                   |                                                                                  |                |                      |
| Russo | Doppi             | Avagnina, Cáseres                                                                |                |                      |
| | Fuoricampo        | G. Garbella al 1º da 3 punti, Angulo al 5º da 2 punti, Pulzetti al 6º da 2 punti |                |                      |

##### Gara 2
| Serravalle 18 settembre 2020, ore 20:00 Gara 2             | T&A San Marino | 4 – 7 referto                | UnipolSai Bologna | Stadio di Serravalle |
| \| \| \| \| \| \| Doppi \| Didder (2), Helder, Grimaudo \| |                |                              |                   |                      |
|                                                            |                |                              |                   |                      |
|                                                            | Doppi          | Didder (2), Helder, Grimaudo |                   |                      |

##### Gara 3
| Bologna 21 settembre 2020, ore 20:00, rinviata per pioggia al 22 settembre, ore 20:00, rinviata per pioggia al 23 settembre, ore 20:00 Gara 3 | UnipolSai Bologna | 1 – 5 referto | T&A San Marino | Stadio Gianni Falchi |
| \| \| \| \| \| \| Doppi \| Angulo \| \| Helder al 4º da 1 punto \| Fuoricampo \| \|                                                           |                   |               |                |                      |
| |                   |               |                |                      |
| | Doppi             | Angulo        |                |                      |
| Helder al 4º da 1 punto | Fuoricampo        |               |                |                      |

##### Gara 4
| Serravalle 24 settembre 2020, ore 20:00 Gara 4                                          | T&A San Marino | 0 – 4 referto           | UnipolSai Bologna | Stadio di Serravalle |
| \| \| \| \| \| \| Doppi \| Dobboletta \| \| \| Fuoricampo \| Oduber al 1º da 2 punti \| |                |                         |                   |                      |
|                                                                                         |                |                         |                   |                      |
|                                                                                         | Doppi          | Dobboletta              |                   |                      |
|                                                                                         | Fuoricampo     | Oduber al 1º da 2 punti |                   |                      |

##### Gara 5
| Bologna 25 settembre 2020, ore 20:00, sospesa per pioggia nella seconda metà del 4º inning, recuperata il 26 settembre, ore 20:00 Gara 5 | UnipolSai Bologna | 11 – 8 referto            | T&A San Marino | Stadio Gianni Falchi |
| \| \| \| \| \| Dobboletta (2), Loardi \| Doppi \| Celli, Cáseres, Monello \| \| \| Fuoricampo \| Reginato al 3º da 3 punti \|            |                   |                           |                |                      |
| |                   |                           |                |                      |
| Dobboletta (2), Loardi | Doppi             | Celli, Cáseres, Monello   |                |                      |
| | Fuoricampo        | Reginato al 3º da 3 punti |                |                      |

##### Gara 6
| Serravalle 28 settembre 2020, ore 20:00 Gara 6                                             | T&A San Marino | 6 – 1 referto | UnipolSai Bologna | Stadio di Serravalle |
| \| \| \| \| \| G. Garbella \| Doppi \| \| \| Reginato al 3º da 2 punti \| Fuoricampo \| \| |                |               |                   |                      |
|                                                                                            |                |               |                   |                      |
| G. Garbella                                                                                | Doppi          |               |                   |                      |
| Reginato al 3º da 2 punti                                                                  | Fuoricampo     |               |                   |                      |

##### Gara 7
| Serravalle 30 settembre 2020, ore 20:00 Gara 7 | UnipolSai Bologna | 6 – 5 referto                  | T&A San Marino | Stadio di Serravalle |
| \| \| \| \| \| Grimaudo, Dreni \| Doppi \| Monello, Pulzetti, G. Garbella \| \| Helder al 5º da 2 punti \| Fuoricampo \| Celli al 7º da 1 punto \| |                   |                                |                |                      |
| |                   |                                |                |                      |
| Grimaudo, Dreni | Doppi             | Monello, Pulzetti, G. Garbella |                |                      |
| Helder al 5º da 2 punti | Fuoricampo        | Celli al 7º da 1 punto         |                |                      |